# 中里麗美

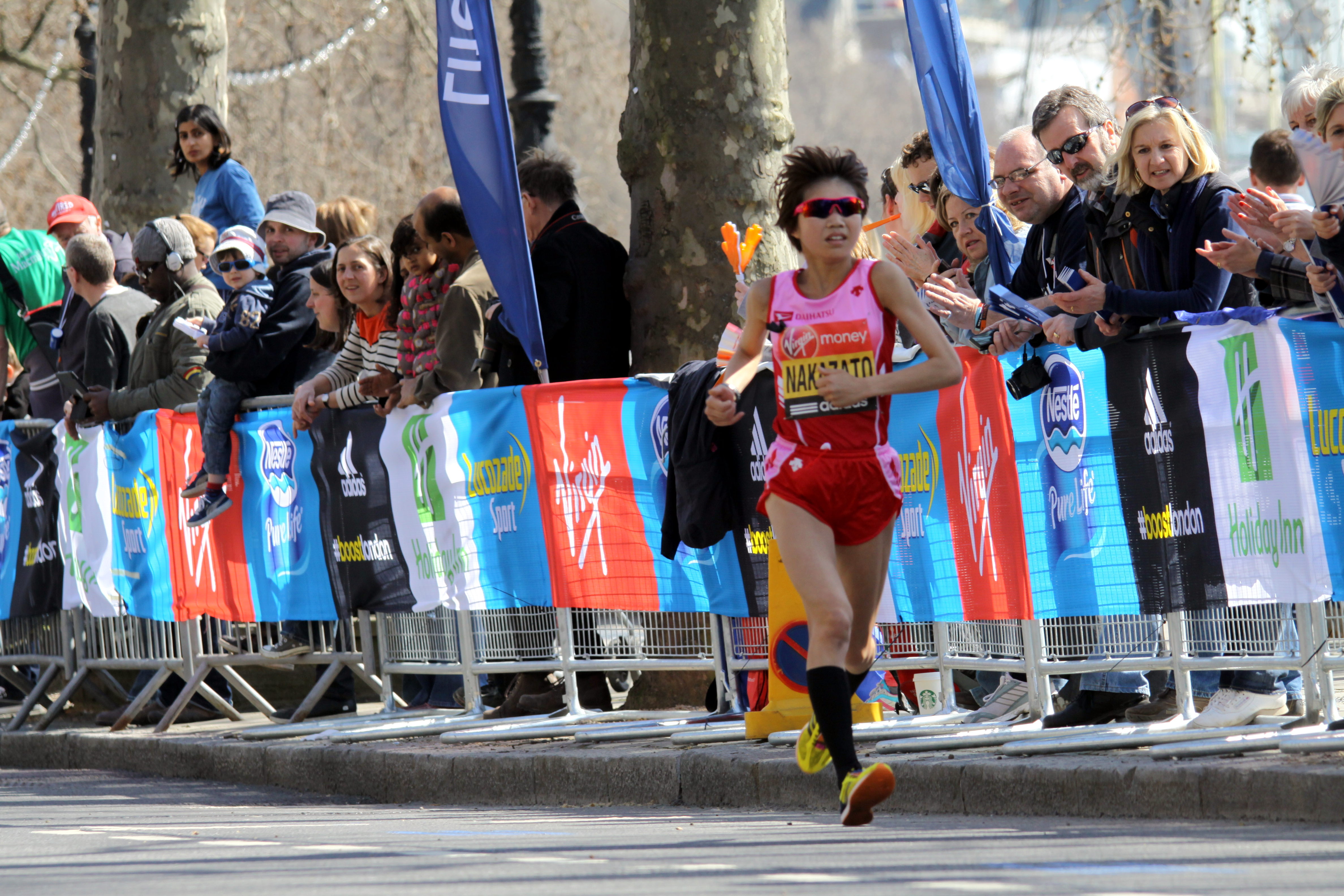
ロンドンマラソンでの中里（2013年）

中里 麗美（なかざと れみ、現姓：佐野、1988年6月24日 - ）は、女子陸上競技（中距離走・長距離走・マラソン）選手。群馬県太田市出身。身長152cm、体重36kg。現在1児（長男）の母親。

## 経歴・人物
2007年3月、太田市立商業高等学校卒業、同年4月、大阪府池田市のダイハツ工業に入社し陸上競技部に所属。
2009年10月、世界ハーフマラソン選手権に出場、16位。
初マラソンは2010年3月の名古屋国際女子マラソンだったが、膝の故障の影響により中間点を過ぎた後で先頭争いから脱落し12位に終わった。2011年2月の横浜国際女子マラソンに出場。39Km付近までトップグループへ積極果敢についていき、優勝した尾崎好美のラストスパートには離されたものの、初マラソンの記録をちょうど10分縮める2時間24分台の好タイムで2位に入った。これにより同年4月21日、世界陸上大邱大会女子マラソンの日本代表に初選出された。2011年6月の日本陸上競技選手権大会の女子10000mでは、優勝した杉原加代に次いで2位入賞を果たした。
2011年8月の世界陸上大邱大会女子マラソンに出場。33Km手前までは先頭集団につけていたが、その後金メダル獲得のエドナ・キプラガトを初めとする、ケニア勢らのロングスパートには全く対応出来ないまま後退。日本人では赤羽有紀子に次ぐ2番手でゴールしたが、全体では10位に留まり8位以内の入賞には届かなかった。2012年3月の名古屋ウィメンズマラソンで、ロンドンオリンピック女子マラソン日本代表選出を再び目指して出場。終始先頭集団についていったが、36Km過ぎで後ろから猛迫し優勝者のアルビナ・マヨロワ（ロシア）にはついていけなかった。ゴール残り1Kmを切るまで尾崎好美とのマッチレースを繰り広げたが、ゴール目前で尾崎の飛び出しに引き離される。さらにフィニッシュ地点のナゴヤドームに入るカーブで転倒するアクシデントも有り、自己ベスト記録を1秒縮めたが日本人2着の3位に敗れ、ロンドン五輪代表入りはならなかった。
2012年11月の横浜国際女子マラソンに出場したが、36Km付近でリタイアに終わった。2013年4月のロンドンマラソンに出場。体調が万全でない中2レースぶりに完走は果たしたが、優勝争いにはほとんど加われないまま12位に留まった。2013年11月の横浜国際女子マラソンでは、5Km過ぎで早くも先頭集団から離されてしまい、10位ながらも完走タイムは自己ワーストの2時間42分台に終わった。
体調不良が続いたこともあり2014年2月末をもってダイハツを退社し、同陸上部も退部。その後は出身地の群馬県に戻り市民ランナーとして活動する中、卵巣嚢腫が見つかる。腫瘍摘出手術は無事成功し、2015年1月に発足したニトリ女子陸上部に加入する。同年11月の第1回さいたま国際マラソンへリオデジャネイロオリンピックを目指して出場したが、2時間40分台の9位に留まった。
2016年に結婚。2017年3月、名古屋ウィメンズマラソンでの完走（2時間49分台の39位）を区切りに、妊活する事を発表。2018年1月に長男を授かり、1児の母となる。
2019年6月16日、TBSテレビ系列スポーツ・ドキュメンタリー番組『消えた天才』へVTR出演し、現在の近況と「ママさんランナー」で復活を目指している旨をコメントしていた。

## 自己記録
- 1500m：4分33秒00
- 3000m：9分25秒80
- 5000m：15分38秒50
- 10000m：31分53秒22
- ハーフマラソン：1時間10分03秒
- マラソン：2時間24分28秒

## 戦績（マラソン）
- 2010年3月14日 名古屋国際女子マラソン 2時間34分29秒 12位（初マラソン）
- 2011年2月20日 横浜国際女子マラソン 2時間24分29秒 2位
- 2011年8月27日 世界陸上大邱大会女子マラソン 2時間30分52秒 10位（女子マラソン団体戦・日本代表は4位）
- 2012年3月11日 名古屋ウィメンズマラソン 2時間24分28秒 3位（自己ベスト記録）
- 2012年11月18日 横浜国際女子マラソン 途中棄権
- 2013年4月21日 ロンドンマラソン 2時間33分24秒 12位
- 2013年11月17日 横浜国際女子マラソン 2時間42分14秒 10位
- 2015年11月15日 さいたま国際マラソン 2時間40分31秒 9位
- 2017年3月12日 名古屋ウィメンズマラソン 2時間49分18秒 39位

## エピソード「Qちゃん2世」など
- 2000年シドニーオリンピック女子マラソン金メダリストで、元女子マラソン世界記録達成者の高橋尚子に容姿がよく似ており、高橋本人からも「私の妹みたい。私の若い頃の顔がそっくり。それに沢山食べる所も同じだし」と公認されており、マスコミからは高橋の愛称である「Qちゃん2世」との呼び声もあった。
- 世界陸上大邱大会で同じ日本女子マラソン代表だった赤羽有紀子は栃木県在住で、中里の実家である群馬県太田市から近距離であった。その縁もあって同大会後の中里は赤羽夫妻の誘いで赤羽宅を訪問し、大食い対決を披露していた。
- 2015年11月、さいたま国際マラソンに出走後の中里は、同マラソンで4位だった渋井陽子と共に再び赤羽宅へ訪問した。